# Carolus Clusius

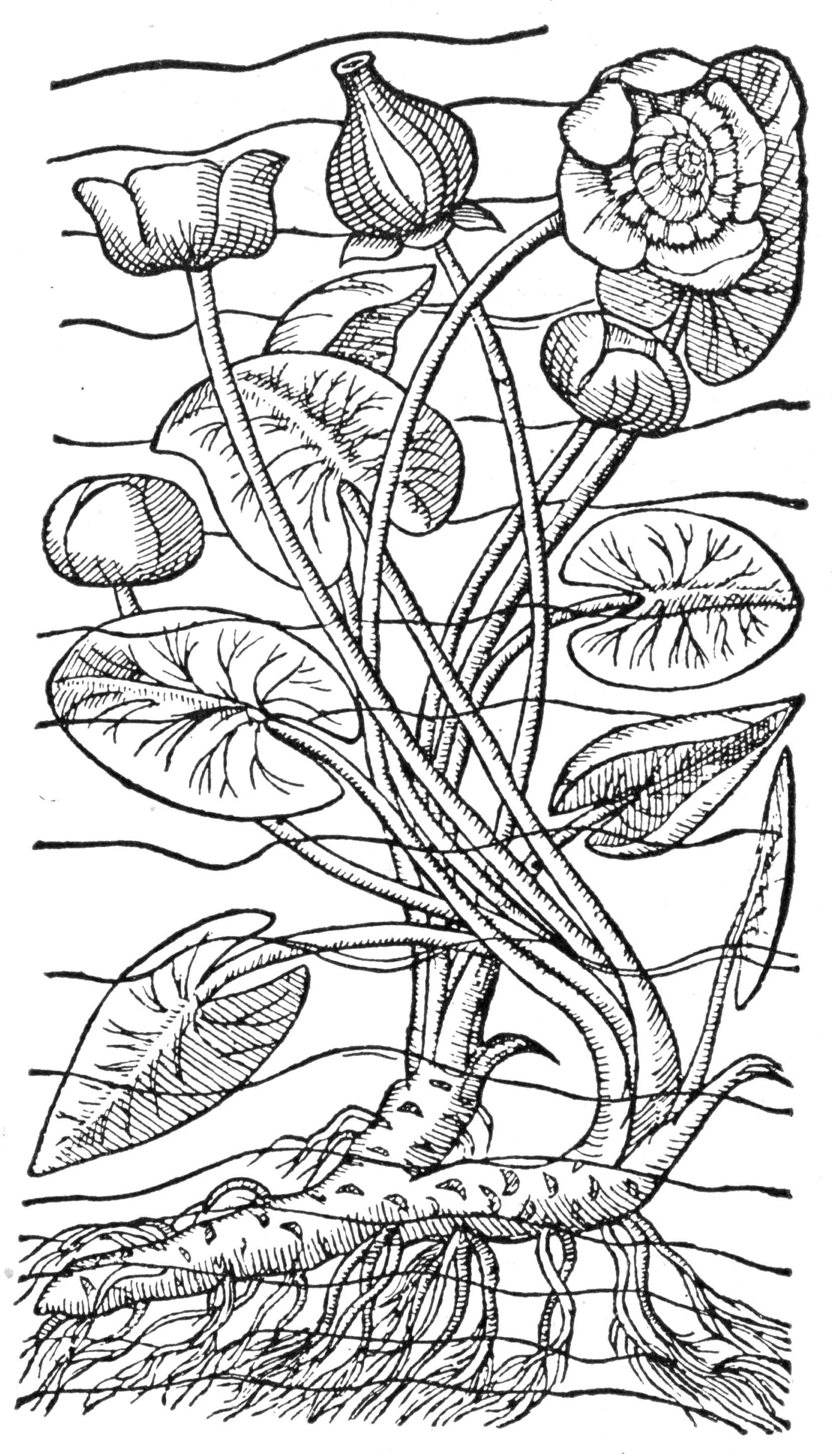
Tekening van de gele plomp, Nymphaea lutea

Carolus Clusius, de verlatijnste naam van Charles de l'Écluse (Atrecht, 18 februari 1526 – Leiden, 4 april 1609) was een Franstalige geleerde, arts en botanicus uit de Zuidelijke Nederlanden. Hij speelde een grote rol bij de verspreiding van de aardappel en de tulp in Europa.

## Levensloop
Hij begon een rechtenstudie in Gent, maar studeerde vanaf 1546 bij Gabriël Mudaeus in Leuven aan het Collegium Trilingue. In 1548 studeerde hij in Marburg verder in de rechten. Vanwege zijn protestantse overtuiging ging hij in 1549 naar Wittenberg om er medicijnen te studeren, met de hervormer Philip Melanchthon. Op advies van Melanchthon ging hij in 1551 in Montpellier medicijnen en plantkunde studeren bij professor in de medicijnen Guillaume Rondelet. De plantenrijkdom van de omgeving van Montpellier stimuleerde zijn interesse in de botanische wereld. Tijdens zijn studiejaren leerde hij acht talen en verzamelde hij op verschillende terreinen veel kennis.
In 1560 en 1561 verbleef hij in Parijs. In 1564 hield hij zijn eerste expeditie en doorkruiste twee jaar Spanje en Portugal, waar hij meer dan 200 nieuwe plantensoorten vond, verzamelde en beschreef. In de daaropvolgende jaren verbleef hij bij Karel van Sint-Omaars in Moerkerke in Vlaanderen, waar hij Spaanse en Portugese plantkundige boeken in het Latijn vertaalde. Daarna schreef hij zijn eerste werk over de flora van Spanje en Portugal. Het verscheen in 1576. Op een reis in Engeland in 1571 leerde hij een Spaans boek over de flora van de Nieuwe Wereld (Amerika) kennen, dat hij in drie jaar vertaalde in het Latijn.
Van 1573 tot 1577 was hij hofbotanicus bij keizer Maximiliaan II in Wenen, waar hij een kruidentuin met geneeskruiden aanlegde. Na het overlijden van zijn patroon werd hij ontslagen door diens opvolger, keizer Rudolf II. Clusius bleef tot 1588 in Wenen om onderzoek te doen naar de lokale flora. Hij is de eerste geleerde die door het houden van botanische excursies op de Ötscher en Schneeberg de belangstelling wekte voor de Oostenrijkse alpenflora. Hij publiceerde in 1583 zijn observaties van de Oostenrijkse flora en die van Hongarije in Rariorum aliquot stirpium, per Pannoniam, Austriam, & vicinas quasdam provincias observatarum historia.
Na Wenen vestigde hij zich in Frankfort aan de Main, waar hij hoofdzakelijk vertalingen maakte; in 1594 werd hij hoogleraar aan de universiteit van Leiden en leidde er de hortus botanicus. Zijn rechterhand was hortulanus Dirck Outgaertsz. Cluyt (ook bekend onder zijn gelatiniseerde naam Theodorus Clutius), die de hortus aanlegde. Clusius overleed in 1609 en werd begraven in de Vrouwekerk in Leiden. Hij zou de tulpenbollenrage, waarvoor hij de basis legde, zo'n kwart eeuw later niet meer meemaken. Bij de sloop van zijn grafkerk in 1819 werd zijn epitaaf overgebracht naar de Pieterskerk.
In 1930 en 1931 werd er op initiatief van de hortusdirecteur Lourens Baas Becking een reconstructie van de hortus uit de tijd van Clusius, de Clusiustuin, aangelegd naar de plattegrond uit 1594 en de beplantinglijsten uit 1593. Deze nieuwe Clusiustuin werd aanvankelijk niet op de historische locatie gehuisvest, maar in 2009 verhuisde hij naar de oorspronkelijke plaats, achter het academiegebouw van de Leidse universiteit en naast het entreegebouw van de huidige Hortus Botanicus.
Clusius kreeg van de Oostenrijkse ambassadeur in het Ottomaanse Rijk, de Vlaamse edelman Ogier Gisleen van Busbeke, een paar tulpenbollen, die deze op zijn beurt van sultan Süleyman I had gekregen. Clusius nam de bollen mee naar Leiden, waar hij veel onderzoek deed naar de vlammen en strepen in tulpenbloemen. Aan het eind van de negentiende eeuw werd ontdekt dat deze een gevolg waren van een virusinfectie. Hij legde door zijn onderzoek de basis voor de Nederlandse bollenteelt en tulpenveredeling. Zo heeft hij in Nederland uit het Middellandse Zeegebied de ranonkel, anemoon, iris, en narcis geïntroduceerd. Ook introduceerde hij in Nederland onder andere de paardenkastanje (1576), de snijboon, de schorseneer en de jasmijn.
Clusius heeft naast planten ook paddenstoelen en schimmels beschreven.

## Vernoemingen
Enkele plantensoorten die naar hem genoemd zijn, zijn:
- Gentiana clusii (grootbloemige gentiaan);
- Primula clusiana, een sleutelbloemsoort;
- Potentilla clusiana, een ganzenvoetsoort;
- Rubus clusii, een braamsoort;
- Paeonia clusii, een pioenroossoort;
- Achillea clusiana, een duizendbladsoort;
- Doronicum clusii, een alpiene voorjaarszonnebloemsoort;
- Tulipa clusiana, een tulpensoort.

De botanicus Charles Plumier (1646-1704) heeft verder het tropische geslacht Clusia, dat naamgevend is voor de Clusiafamilie (Clusiaceae), naar Carolus Clusius genoemd.
In Zwolle is een middelbare school naar de geleerde genoemd: het Carolus Clusius College. In Noord-Holland droeg een conglomeraat van agrarische scholen bestaande uit diverse vmbo-groenscholen en een groen mbo de naam van Clusius. Dit Clusius College had vestigingen in Alkmaar, Heerhugowaard, Schagen, Purmerend, Castricum en Amsterdam-noord. Sinds 1 augustus 2022 zijn Clusius College en ROC Kop van Noord-Holland gefuseerd en zijn deze samengegaan onder de nieuwe naam Vonk.

## Publicaties

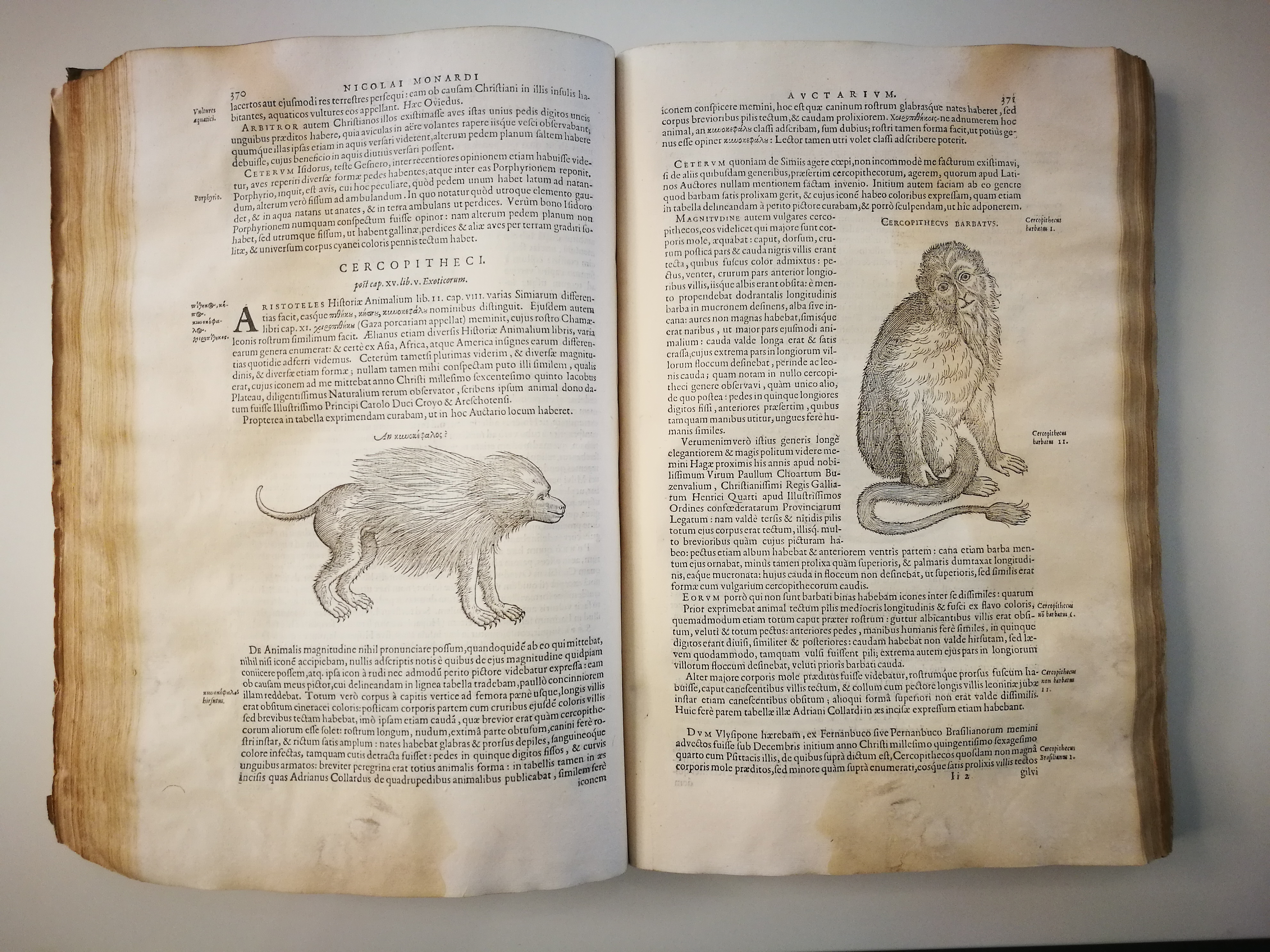
Twee pagina's uit 'Exoticorvm libri decem'.Exemplaar van de librije van Alkmaar

Clusius vertaalde veel publicaties van tijdgenoten. Zo was zijn eerste publicatie in 1557 het in het Frans vertaalde kruidenboek van Rembert Dodoens, dat door Van der Loë in Antwerpen gepubliceerd werd. Ook heeft hij bijgedragen aan de door Abraham Ortelius gemaakte kaart van Spanje. Verder schreef hij:
- Rariorum aliquot stirpium per Hispanias observatarum historia (1576), een van de vroegste boeken over de flora van Spanje en Portugal met daarin ook gravures van planten door Pieter van der Borcht, die ook het Cruydboeck van Dodoens geïllustreerd heeft;
- Rariorum aliquot stirpium, per Pannoniam, Austriam, & vicinas quasdam provincias observatarum historia (1583), met beschrijvingen van planten van Oostenrijk en aangrenzende regio's;
- Rariorum plantarum historia (1601), waarin hij ongeveer 100 nieuwe plantensoorten beschreef;
- Exoticorum libri decem (1605), een dierkundige en plantkundige encyclopedie van exotische planten en dieren, geïllustreerd met houtsneden;
- Fungorum in Pannoni observa historia, waarin hij paddenstoelen op de Balkan beschreef.

De correspondentie van Clusius wordt bewaard door de Universitaire Bibliotheken Leiden en is ook digitaal beschikbaar via Digital Collections.